# Kylon
Kylon (gr. Κύλων) var en politiker som var verksam i det antika Grekland. Kylon var högadlig och hade i ungdomen blivit berömd efter segrar i olympiska spelen. Omkring 630 f.Kr. inledde Kylon tillsammans med anhängare ett kuppförsök, mitt under ett pågående olympiskt spel (eventuellt 632 f.Kr.). Revoltörerna, som stöddes av Kylons svärfar, tyrannen Theagenes från Megara, ockuperade Akropolis, men tvingades efter en belägring att ge upp. Kylon själv lyckades fly, men hans anhängare tvingades kapitulera. De sökte skydd vid gudinnan Athenas altare men lämnade fristaden efter att man högtidligt lovat att skona deras liv. Löftet till trots avrättades de på initiativ av arkonten Megakles, huvudmannen för alkmaionidernas mäktiga släkt. Löftesbrottet kallas ibland den kylonska blodskulden, och minnet av händelsen levde kvar länge i Athen. Händelsen ledde bland annat till att alkmaioniderna drevs på landsflykt.